# Lilijka

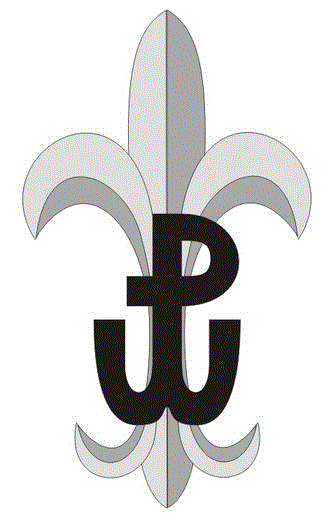
Lilijka Szarych Szeregów

Lilijka – jeden z symboli harcerstwa (skautingu).

## Pochodzenie i historia
Wzorowana jest na symbolu oznaczającym północ na średniowiecznych kompasach, co ma oznaczać wskazywanie właściwej drogi. Pierwotnie północ oznaczano literą T (od włoskiego tramontana – wiatr północny), ale włoski żeglarz i wynalazca Flavio Gioja, który udoskonalił budowę kompasu, zastąpił ją symbolem lilijki na cześć Karola I, w którego herbach pojawiała się lilia herbowa (Od niedawna utrzymuje się, że Flavio Gioja nigdy nie istniał i jest tylko wynikiem błędu interpunkcyjnego).
Spopularyzowana przez Roberta Baden-Powella – w 1898 wykorzystana jako odznaka dowodzonego przez niego 5 Pułku Dragonów Gwardii.
4 grudnia 1916 r. Komenda Naczelna ZHP (pismem nr L. 11.) wydała pierwszy formalny rozkaz (Instrukcja organizacyjna L. 2.) ustalający odznaki ZHP: lilijkę ze zmianą liter P.O.S. na Z.H.P. i krzyż harcerski będący odznaką stopnia wykształcenia harcerskiego (III, II i I stopień).
W 1927 na ramionach lilijki używanej przez Związek Harcerstwa Polskiego umieszczono litery ONC – oznaczające hasło filaretów – Ojczyzna, Nauka, Cnota. Były eksponowane na lilijce do 1965, kiedy na mocy nowego regulaminu zmieniono jej kształt (stał się bardziej kanciasty) i usunięto litery. Większość Drużyn Harcerskich zbojkotowała ten wzór nosząc nadal tradycyjną lilijkę, masowo produkowaną w prywatnych zakładach grawerskich. VII Zjazd ZHP w 1981 przywrócił tradycyjne oznaczenie i wygląd lilijki harcerskiej.
Prawie wszystkie pozostałe organizacje harcerskie w Polsce również używają symbolu harcerskiej lilijki. Wyjątkiem jest Stowarzyszenia Harcerstwa Katolickiego Zawisza, które używa modyfikacji tradycyjnej harcerskiej lilijki pod postacią Lilijki Zawiszackiej. Od czasu wstąpienia SHK „Zawisza” do FSE używana jest również lilijka Skautów Europy wpisana w krzyż ośmioramienny. Lilijka harcerska będąca symbolem ZHR (tradycyjna lilijka przepasana w węźle biało-czerwoną szarfą) została zaprojektowana w 1989 r. przez hm. Małgorzatę Wojtkiewicz.

## Symbolika lilijki
Na lilijce skautowej na płatkach znajdują się dwie gwiazdki symbolizujące szczytne ideały do których dążą harcerze, zawarte w Prawie i Przyrzeczeniu. Lilijka ta jest opleciona kręgiem z liny związanej płaskim węzłem. Krąg ten symbolizuje braterski krąg harcerzy. Węzeł jest symbolem dobrego uczynku, który harcerz powinien spełniać każdego dnia. Igła znajdująca się pośrodku lilijki oznacza igłę kompasu, wskazuje harcerzowi prawidłową drogę.
Lilijka skautowa jest elementem krzyża harcerskiego – znajduje się w środku krzyża, otoczona okręgiem i wieńcem dębowo-wawrzynowym. Od niej na wszystkie strony biegną promienie – oznaczające dążenie harcerstwa do promieniowania na cały świat.

## Lilijka na mundurze i odznakach harcerskich
Metalową lilijkę noszą harcerze na nakryciu głowy (rogatywce, berecie, kapeluszu). Harcerze, którzy nie złożyli jeszcze Przyrzeczenia Harcerskiego noszą ją także w miejscu krzyża harcerskiego – na lewej piersi (na wysokości serca). Instruktorzy harcerscy noszą też barwną lilijkę z materiału w kolorze podkładki instruktorskiej (odpowiadającej posiadanemu stopniowi instruktorskiemu).
Różnorodne modyfikacje lilijki są elementem często spotykanym na harcerskich sztandarach, proporcach, odznaczeniach i oznakach: plakietkach, emblematach itp.

Herb Karola I z liliami (fleur-de-lis)
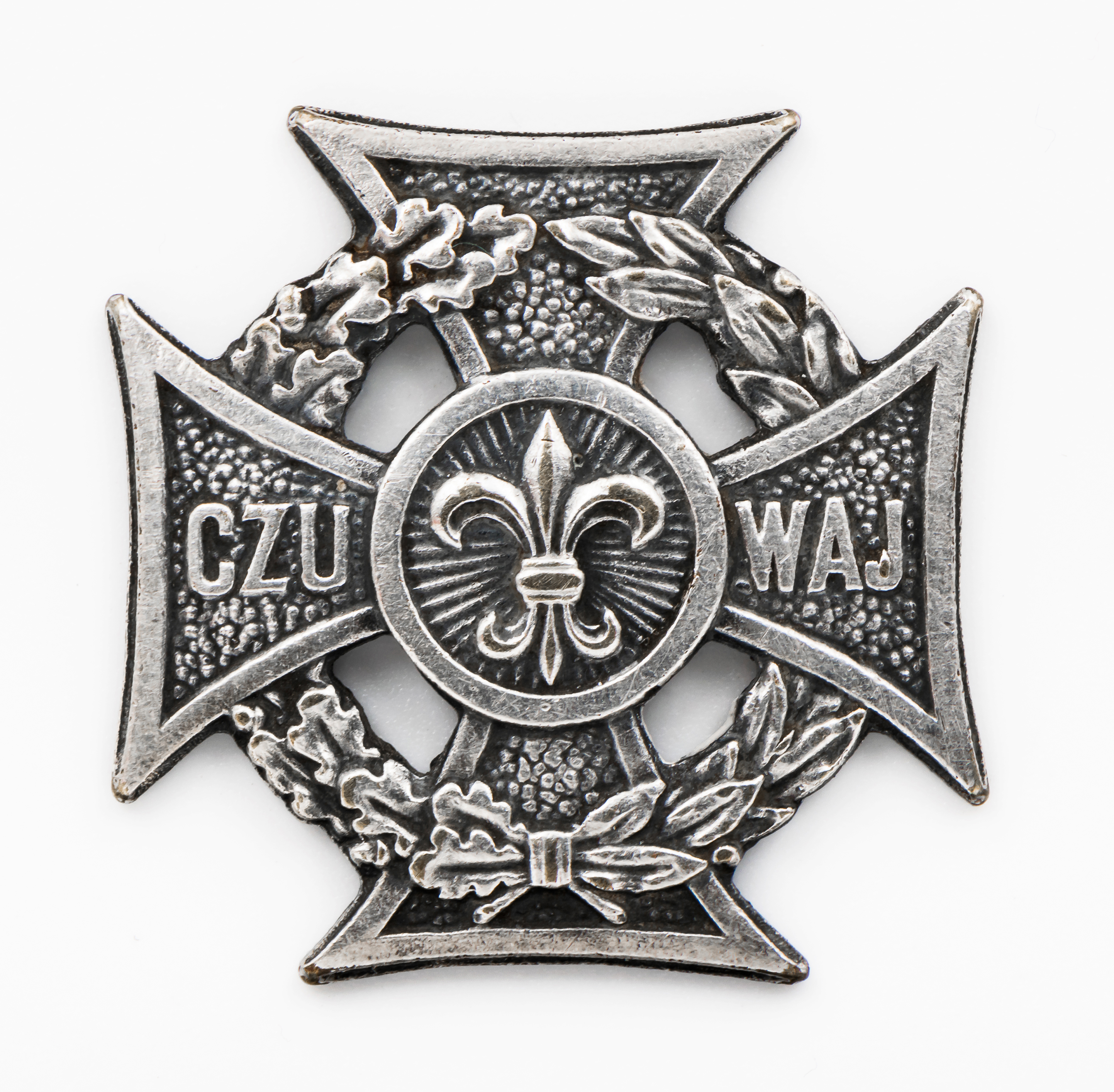
Krzyż harcerski z lilijką w środku
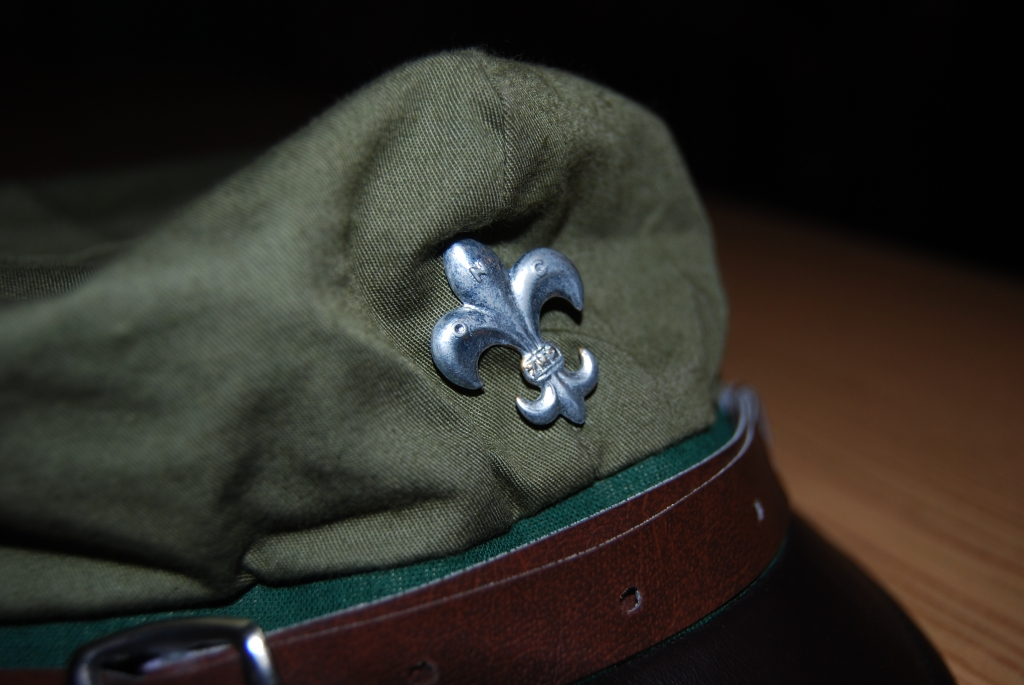
Srebrna lilijka ZHP na rogatywce harcerza
Jedna z modyfikacji lilijki harcerskiej
Granatowa lilijka, noszona na rękawie munduru przez instruktorów w stopniu przewodnika
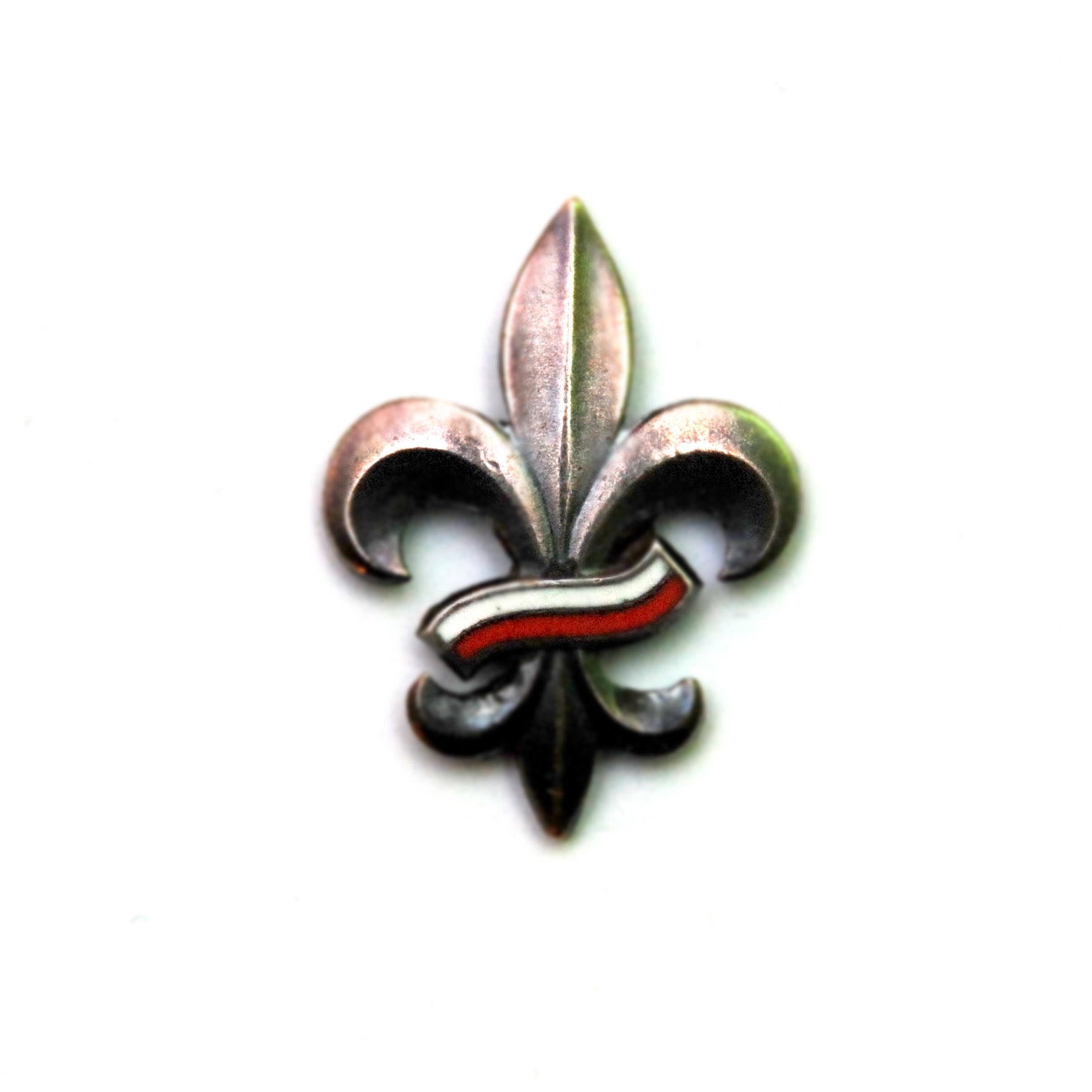
Lilijka instruktorska ZHR
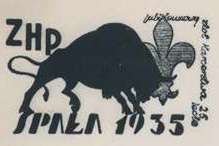
Znak zlotu ZHP w Spale z motywem spalskiego żubra i lilijki
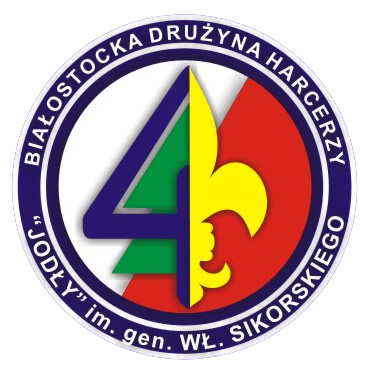
Plakietka jednej z drużyn harcerskich z motywem lilijki
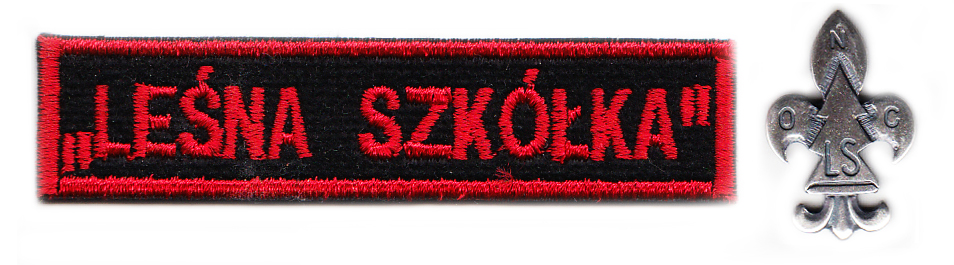
Naszywka i lilijka NKIH "Leśna Szkółka"

## Symbol lilijki poza harcerstwem
Symbol lilijki jest wykorzystywany również poza harcerstwem. Przykładem może być herb Pilzna w województwie podkarpackim (w błękitnym polu znajduje się srebrna lilijka).

Herb Pilzna